# Richmond Turner
Richmond Kelly Turner (Portland, 27 maggio 1885 – Monterey, 12 febbraio 1961) è stato un ammiraglio statunitense.

## La vita
Entrò alla U.S. Naval Academy in California nel 1904. Si diplomò nel giugno 1908.
Dall'inizio della Seconda guerra mondiale ricevette vari incarichi legati al comando della componente anfibia del comando del Sud Pacifico, ed in questo ruolo ebbe compiti significativi nella pianificazione ed esecuzione delle operazioni anfibie Statunitensi impegnate nella conquista delle isole del pacifico meridionale. Con l'invasione di Iwo Jima venne designato comandante della forza anfibia del quinto corpo d'armata dei Marines; la forza, denominata FIFTHPHIBFOR (Fifth Amphibious Force - Quinta forza anfibia), annoverava oltre 800 tra navi e mezzi da sbarco, dai piccoli LCA alle corazzate e portaerei di scorta, e Turner col suo stato maggiore studiò parecchie innovazioni e soluzioni ai problemi tecnici collegati ad un assalto anfibio, ponendo le basi per la moderna dottrina in questo campo.
Per l'invasione di Okinawa venne promosso ammiraglio, e condusse le operazioni di sbarco, dopo di che fu designato come comandante della forza anfibia che avrebbe dovuto invadere il Giappone; invasione che fu evitata dai bombardamenti atomici di Hiroshima e Nagasaki.